# Am Markt 8 (Korschenbroich)

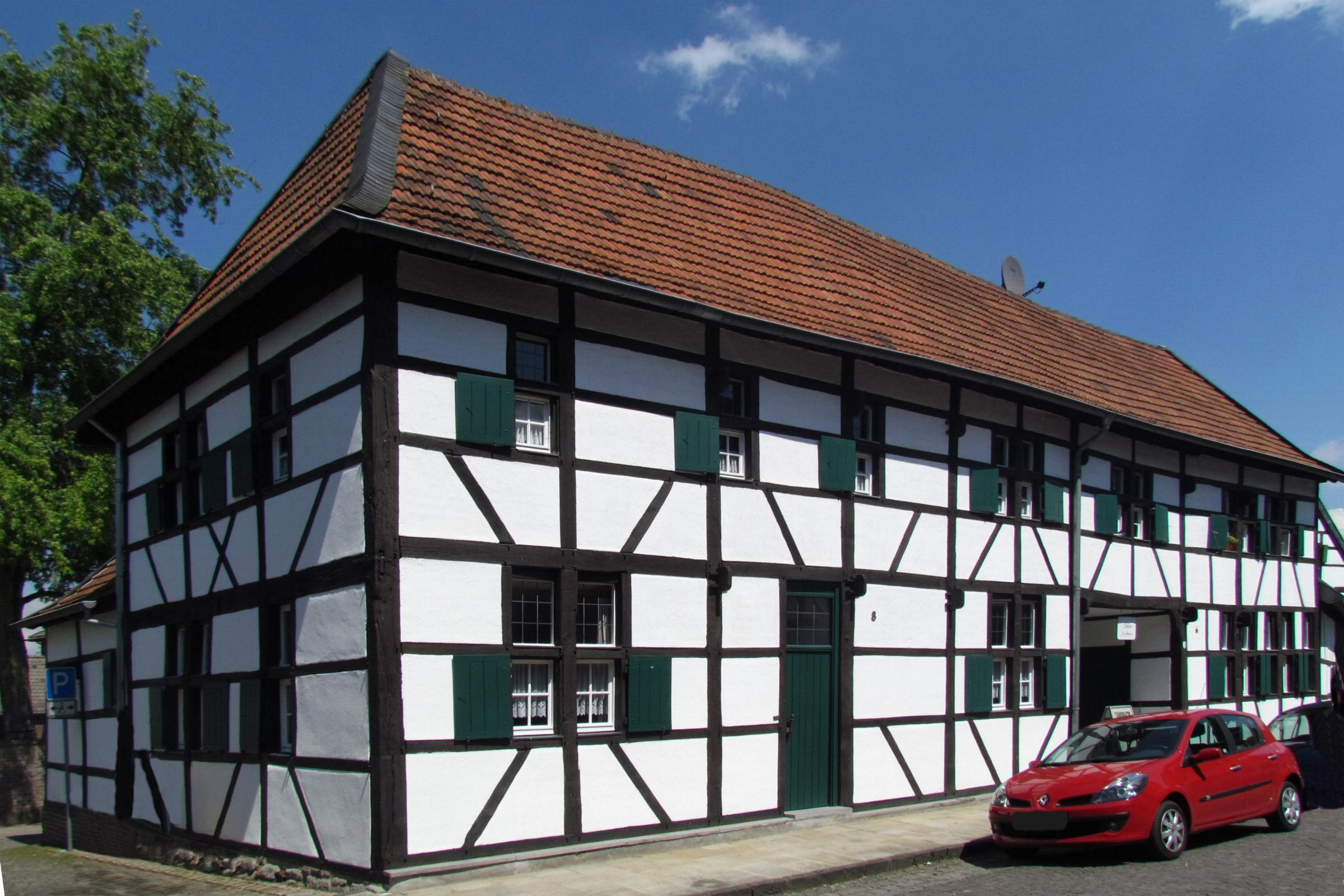
Fachwerkwohnhaus

Das Fachwerk-Wohnhaus  Am Markt 8 steht im Stadtteil Liedberg in Korschenbroich im Rhein-Kreis Neuss in Nordrhein-Westfalen.
Das Gebäude wurde im 18. Jahrhundert erbaut und unter Nr. 117 am 4. Juni 1987 in die Liste der Baudenkmäler in Korschenbroich eingetragen.

## Architektur
Das Denkmal „Am Markt 8“ bildete früher zusammen mit dem heute getrennt genutzten Gebäude „Am Markt 6“ das ehemalige Bürgermeisteramt der früheren Gemeinde Liedberg. Der zweigeschossige traufenständige Fachwerkbau stammt aus dem 18. Jahrhundert; die einst vorhandene Toreinfahrt ist heute geschlossen und mit Fachwerk ausgebaut worden. Das Gebäude „Am Markt 8“ stellte als Bestandteil denkmalwerten Ensembles des alten historischen Marktes ein Denkmal dar. Liedberg und insbesondere auch der alte noch vorhandene Markt haben für die Stadtgeschichte von Korschenbroich heimatgeschichtliche Bedeutung.